# Маленькая чёрная рыбка
Маленькая чёрная рыбка — самое известное произведение иранского писателя Самеда Бехранги, находившегося в оппозиции к шахскому режиму в Иране и ставшего его жертвой.

## История создания и публикации
Писатель Самед Бехранги в своих произведениях отражал стремление азербайджанского народа к свободе и единению, призывал людей вести борьбу с гнётом. В повести «Маленькая чёрная рыбка», написанной в жанре аллегории, автор выражает свои мечты о свободе языком маленькой рыбки. Произведение было впервые опубликовано в 1967 году в виде стихотворения в переводе на азербайджанский язык в исполнении Имамверди Самани.
Затем книга, обогащённая иллюстрациями Фаршида Месхали, была опубликована в 1967 году на фарси. Эти иллюстрации Месхали получали различные награды в разные годы. После загадочной смерти Бехранги его произведения, особенно «Маленькая чёрная рыбка», стали ещё более популярными и превратились в символ борьбы и революции. Именно поэтому произведение было запрещено в Турции в период переворота 12 сентября 1980 года и в настоящее время запрещено в Иране. В сезоне 2008—2009 годов спектакль по этой повести был поставлен Главным управлением государственного театра Аданы под руководством М.Шекипа.

## Содержание
Среда, в которой родилась Маленькая чёрная рыбка, похожа на общество, в котором жил Самад Бехранги. Здесь царит невежество. Другие рыбы ничем не интересуются, живут однообразной жизнью. По их убеждению, жизнь состоит только из того, чтобы есть, спать и бессмысленно проводить время. Но представляющая молодёжь Маленькая чёрная рыбка не мирится с таким образом жизни. Она хочет окунуться в большой мир. Окружающие её рыбы абсолютно не понимают её и в один голос твердят: «Другого мира нет! Мир состоит только из мира, который ты видишь». Маленькая чёрная рыбка, не придавая значения мольбам матери и упрёкам соседей, находит в себе смелость покинуть застоявшуюся, апатичную среду. Этот поступок придаёт храбрости и другим маленьким рыбкам, которые говорят: «Ты пробудила нас от сна невежества». На пути к простору, новому миру Маленькая чёрная рыбка сталкивается со многими трудностями. Различные силы хотят преградить ей путь. Но силы добра всегда ей помогают. Преодолевая препятствия, Маленькая чёрная рыбка продолжает своё путешествие и, наконец, добирается до моря. Это и есть просторный, свободный мир, к которому она стремилась. Завершая произведение на оптимистичной ноте, писатель хотел заострить внимание на том, что молодость — это непобедимая сила. Хотя молодёжь неопытна, она находится в постоянном поиске и ни за что не мирится с застоем. Простор, куда в итоге приходит Маленькая чёрная рыбка, является символом новой, свободной жизни, о которой мечтает молодёжь.

## Полученные награды
- Первое место на выставке детской книги в Болонье (Италия) в 1969 году[6].
- Премия на биеналле в Братиславе (Чехословакия) в 1969 году[6].
- Лучшая детская книга в 1969 году.
- Премия имени Ханса Кристиана Андерсена в 1974 году[6].
- В 2015 году была переиздана в переводе на английский язык с оригинальными иллюстрациями издательским домом Tiny Owl и признана газетой The Guardian лучшей детской сказкой[1].